# Hokejová reprezentace Saint Pierru a Miquelonu
Hokejová reprezentace Saint Pierru a Miquelonu reprezentuje francouzské zámořské území Saint Pierre a Miquelon v ledním hokeji. Není dosud členem IIHF. Svůj jediný zápas sehrála v roce 2008, kdy na domácí půdě podlehla
Francii 6:8. V zemi je jeden hokejový stadion a dva kluby.

## Sestava
Sestava v jediném odehraném zápase s Francií byla:
- brankáři: Andy Foliot (Chamonix-Morzine Hockey Club), Quentin Kello (Gothiques d'Amiens)
- obránci: David Artano (Saint-Pierre Hockey Club), Martin Beaupertuis (Ducs d’Angers U22), Tony Delage (Hockey Club Neuilly-sur-Marne), Gary Leveque (Diables Rouges de Briançon)
- útočníci: Nicolas Arrossamena (Brûleurs de Loups de Grenoble), Mathieu Briand (Saint-Pierre Hockey Club), Valentin Claireaux (Gothiques d’Amiens U22), Gwenael Desdouets (Saint-Pierre Hockey Club), Arnaud Disnard (Moselle Amnéville Hockey Club), Tristan Girardin (Saint-Pierre Hockey Club), Eric Guibert (Saint-Pierre Hockey Club), Xavier Levavasseur (Nantes Atlantique hockey glace), Frederic Leveque (Les Éléphants de Chambéry), Morgan Nicolas (Gothiques d’Amiens U22)

## Reprezentanti Francie ze Saint-Pierru
Ze Saint-Pierru pochází Patrick Foliot, který reprezentoval Francii na ZOH 1988.